# Durnești (okręg Botoszany)
Durnești – wieś w Rumunii, w okręgu Botoszany, w gminie Durnești. W 2011 roku liczyła 1110 mieszkańców.